# ماري صوفي من بافاريا

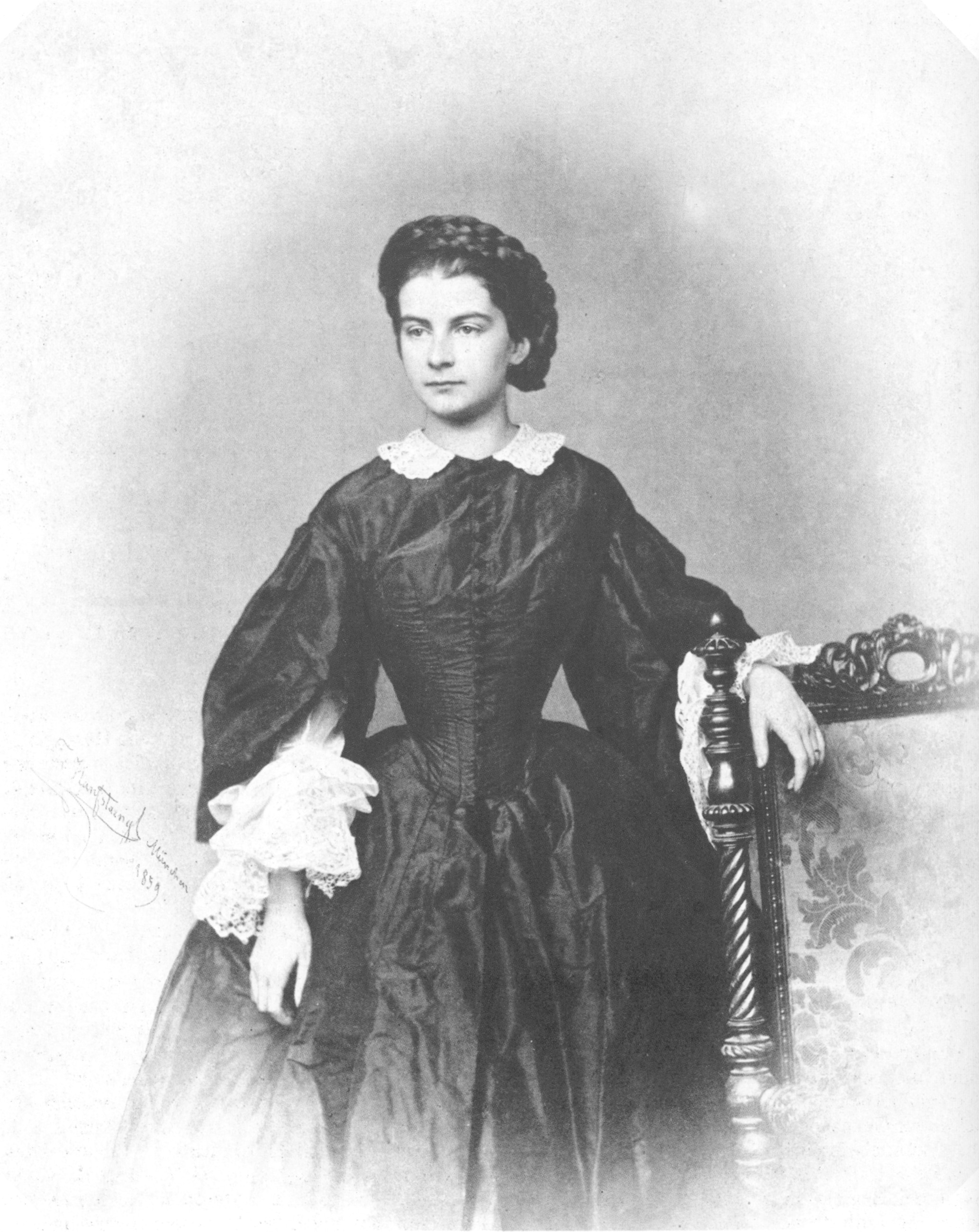
ماريا صوفي

ماريا صوفي من بافاريا (4 أكتوبر/ تشرين الأول 1841 قلعة بوسنهوفن - 19 يناير/ كانون الثاني 1925 ميونيخ) كانت الملكة الأخيرة لمملكة الصقليتين. كانت واحدة من عشرة أبناء لماكسيميليان جوزيف دوق بافاريا والأميرة لودفيكا من بافاريا. ولدت دوقة ماريا صوفيا من بافاريا. و هي الشقيقة الصغرى لإليزابيث الأكثر شهرة من بافاريا ("سيسي") التي تزوجت الإمبراطور النمساوي فرانز جوزيف الأول.